# João Pedro (futbolista nacido en 1992)
João Pedro Geraldino dos Santos Galvão (Ipatinga, Brasil, 9 de marzo de 1992), conocido simplemente como João Pedro, es un futbolista brasileño nacionalizado italiano. Juega de delantero y su club es el Atlético de San Luis de la Primera División de México.

## Trayectoria
João Pedro realizó su carrera juvenil en el Atlético Mineiro de Brasil. Fue ascendido al plantel principal al siguiente año y al poco tiempo fue fichado por el Palermo de Italia donde se quedó durante la primera mitad de la temporada 2010-11, siendo luego cedido al Vitória Guimarães de Portugal para la otra mitad. Finalizado el préstamo retorno al club italiano para ser luego cedido nuevamente, esta vez al Club Atlético Peñarol de Uruguay, donde debutó el 28 de agosto de 2011 frente a Cerro Largo por la tercera fecha del Torneo Apertura. Convirtió el primer gol de su carrera con Peñarol el 11 de septiembre del mismo año, frente a Racing, y marcó su primer doblete dos semanas después ante River Plate.

## Selección nacional

### Brasil
Logró ser internacional con la selección brasileña sub-17, siendo titular en el Sudamericano 2009 y en el Mundial 2009.

### Italia
En 2022 la FIFA le permitió ser elegible para la selección de fútbol de Italia. Fue convocado por primera vez en marzo de ese año para disputar el playoff de clasificación para el Mundial 2022, debutando el día 24 ante Macedonia del Norte.

## Estadísticas
| Club                       | País       | Año       | Partidos | Goles |
| -------------------------- | ---------- | --------- | -------- | ----- |
| Atlético Mineiro           | Brasil     | 2010      | 13       | 0     |
| U. S. C. Palermo           | Italia     | 2010-2011 | 4        | 0     |
| Vitória Guimarães (cedido) | Portugal   | 2011      | 6        | 0     |
| C. A. Peñarol (cedido)     | Uruguay    | 2011-2012 | 23       | 7     |
| Santos F. C.               | Brasil     | 2012-2013 | 10       | 0     |
| G. D. Estoril Praia        | Portugal   | 2013-2014 | 44       | 10    |
| Cagliari Calcio            | Italia     | 2014-2022 | 271      | 86    |
| Fenerbahçe S. K.           | Turquía    | 2022-2023 | 28       | 5     |
| Grêmio (cedido)            | Brasil     | 2023-2024 | 45       | 3     |
| Hull City A. F. C.         | Inglaterra | 2024-2025 | 36       | 6     |
| Atlético de San Luis       | México     | 2025-     | 1        | 1     |
| Total                      | Total      | Total     | 480      | 117   |

## Palmarés[11]

### Títulos estatales
| Título              | Club             | Estado             | Año  |
| ------------------- | ---------------- | ------------------ | ---- |
| Campeonato Mineiro  | Atlético Mineiro | Minas Gerais       | 2010 |
| Campeonato Paulista | Santos F. C.     | São Paulo          | 2012 |
| Campeonato Gaúcho   | Grêmio           | Río Grande del Sur | 2024 |

### Títulos nacionales
| Título          | Club             | País    | Año  |
| --------------- | ---------------- | ------- | ---- |
| Serie B         | Cagliari Calcio  | Italia  | 2016 |
| Copa de Turquía | Fenerbahçe S. K. | Turquía | 2023 |

### Títulos internacionales
| Título              | Club         | País   | Año  |
| ------------------- | ------------ | ------ | ---- |
| Recopa Sudamericana | Santos F. C. | Brasil | 2012 |